# Loprazolam
Wikipédia ne donne pas d'avis médical : seul un professionnel (médecin, pharmacien, etc.) est habilité à le faire.
Ne doit pas être confondu avec Lorazépam.
Le loprazolam (DCI), commercialisé sous les noms commerciaux Havlane en France et Dormonoct en Belgique est une molécule faisant partie de la famille des imidazobenzodiazépines, et à l'instar des autres benzodiazépines, elle possède des propriétés myorelaxantes, anticonvulsivantes, amnésiantes, anxiolytiques et hypno-sédatives.
Introduit sur le marché des hypnotiques durant les années 1980,, le loprazolam n'est pas produit aujourd'hui comme médicament générique et il est fabriqué par le groupe Sanofi. En 2017, 2 millions de boîtes de Havlane ont été vendues en France, ce qui en fait le quatrième hypnotique le plus prescrit.

## Propriétés structurelles
Le loprazolam est proche structurellement du clonazolam, dont il se différencie par la présence d'une pipérazine rattachée à son imidazole, ce qui la rend beaucoup moins lipophile.

## Pharmacocinétique
La puissance du loprazolam est équivalente à celle du lormétazépam. Mais le loprazolam, qui est moins lipophile, a un délai d'action plus long et plus progressif que le lormétazépam. Le pic d'absorption (Tmax) se situe en moyenne 3,5 heures après l'administration pour le couple loprazolam et son métabolite actif pipérazine N-oxyde,, contre moins de 1,5 heure, pour le lormétazépam.
Les deux produits sont utilisés pour garantir la sédation durant une nuit entière, et leur consommation à des doses de 2 mg comporte un risque de sédation résiduelle le lendemain matin,. L'élimination plutôt rapide du loprazolam (avec une demi-vie de 8 heures,,,) et la faible activité de son métabolite actif (une pipérazine ne représentant que 18% de ses métabolites totaux) permettent néanmoins de limiter son accumulation en cas d'usage quotidien, comparé à d'autres produits à demi-vie plus longue, et ainsi éliminés plus lentement tels que le nitrazépam ou l'estazolam.
Le zolpidem et le zopiclone, membres des non-benzodiazépines, ou Z-Drugs lui sont parfois préférés par les médecins pour leur action plus rapide et plus courte.

## Pharmacodynamique

### Mécanisme d'action
Tout comme les nombreux produits apparentés, le loprazolam influence l'action du neurotransmetteur GABA en se liant au site BZD (benzodiazépine) situé sur la sous-unité α des récepteurs GABAA. Cette action potentialise l'effet du GABA sur le récepteur GABAA en augmentant la fréquence d'ouverture du canal ionique, permettant à plus d'ions chlorure (Cl-) de pénétrer dans le neurone, ce qui entraine l'apparition d'une inhibition et des effets escomptés des benzodiazépines. On parle alors d'un modulateur allostérique positif.
Contrairement aux barbituriques, ce produit n'est pas un agoniste de ces récepteurs et ne fait que renforcer leur activité lors de leur activation naturelle (ou bien par le fait d'un autre agoniste, comme l'alcool par exemple) ce qui limite quelque peu les risques de surdosage.

## Indications et dosage
Le loprazolam est utilisé à des doses allant de 0,5 à 2 mg par jour en une prise au moment du coucher, uniquement dans le traitement des insomnies sévères. La durée de traitement recommandée varie de 2-5 jours à 2-3 semaines selon la nature de l'insomnie (occasionnelle, transitoire ou chronique). Comme tous les hypnotiques, le loprazolam devrait être pris pendant la durée la plus brève possible ou de façon intermittente. La durée de 4 semaines de traitement continu doit, dans la majorité des cas, ne pas être dépassée, pour éviter l'apparition d'une tolérance ou accoutumance, pouvant mener à la dépendance. L'arrêt d'une consommation quotidienne et/ou importante doit se précéder d'une diminution progressive des doses, pour éviter l'apparition d'un syndrome de sevrage pouvant avoir des conséquences graves.

## Contre-indications et précautions

Structure 2D du clonazolam en comparaison.

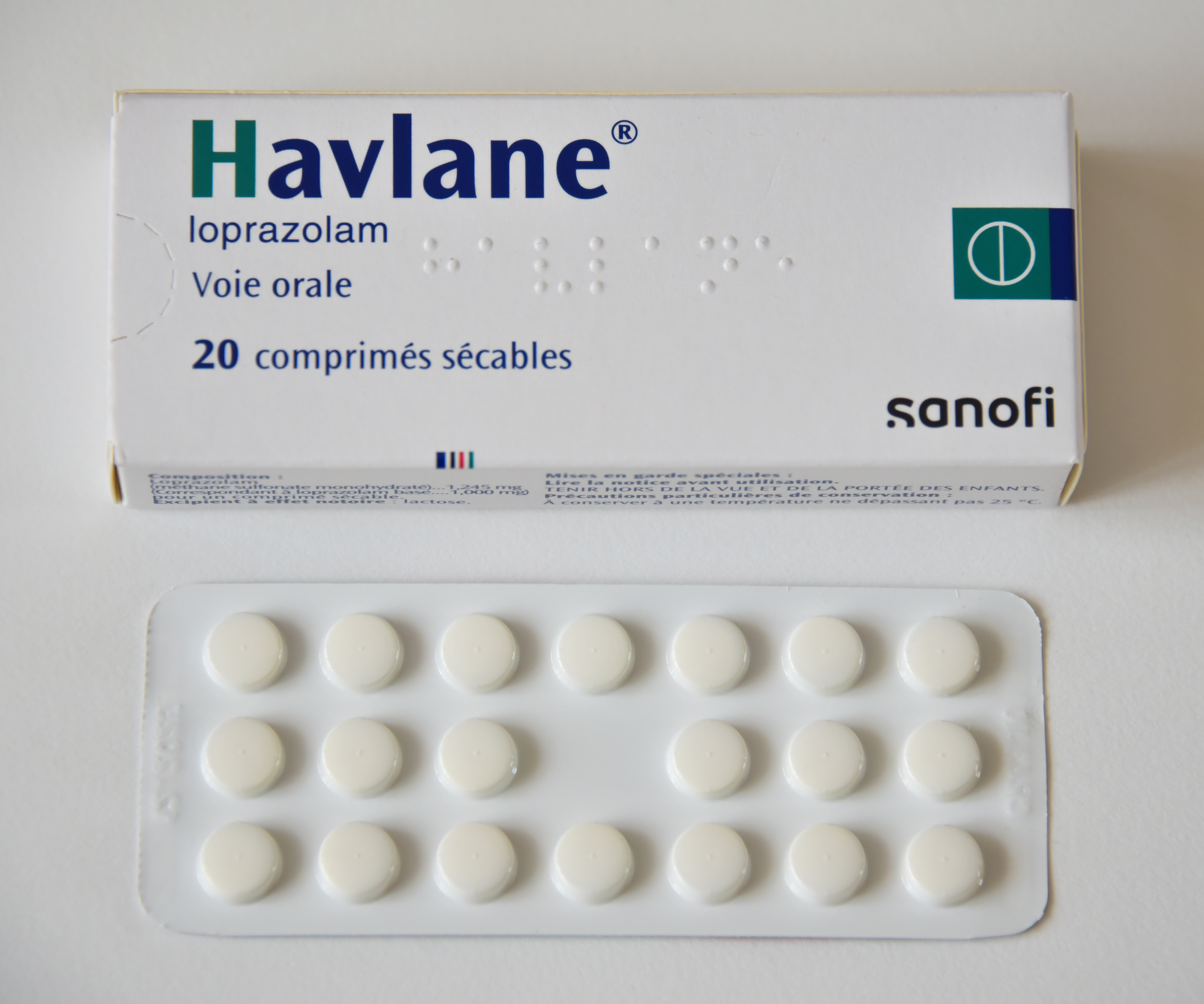
Boite et plaquette de Havlane (loprazolam 1 mg) en France.

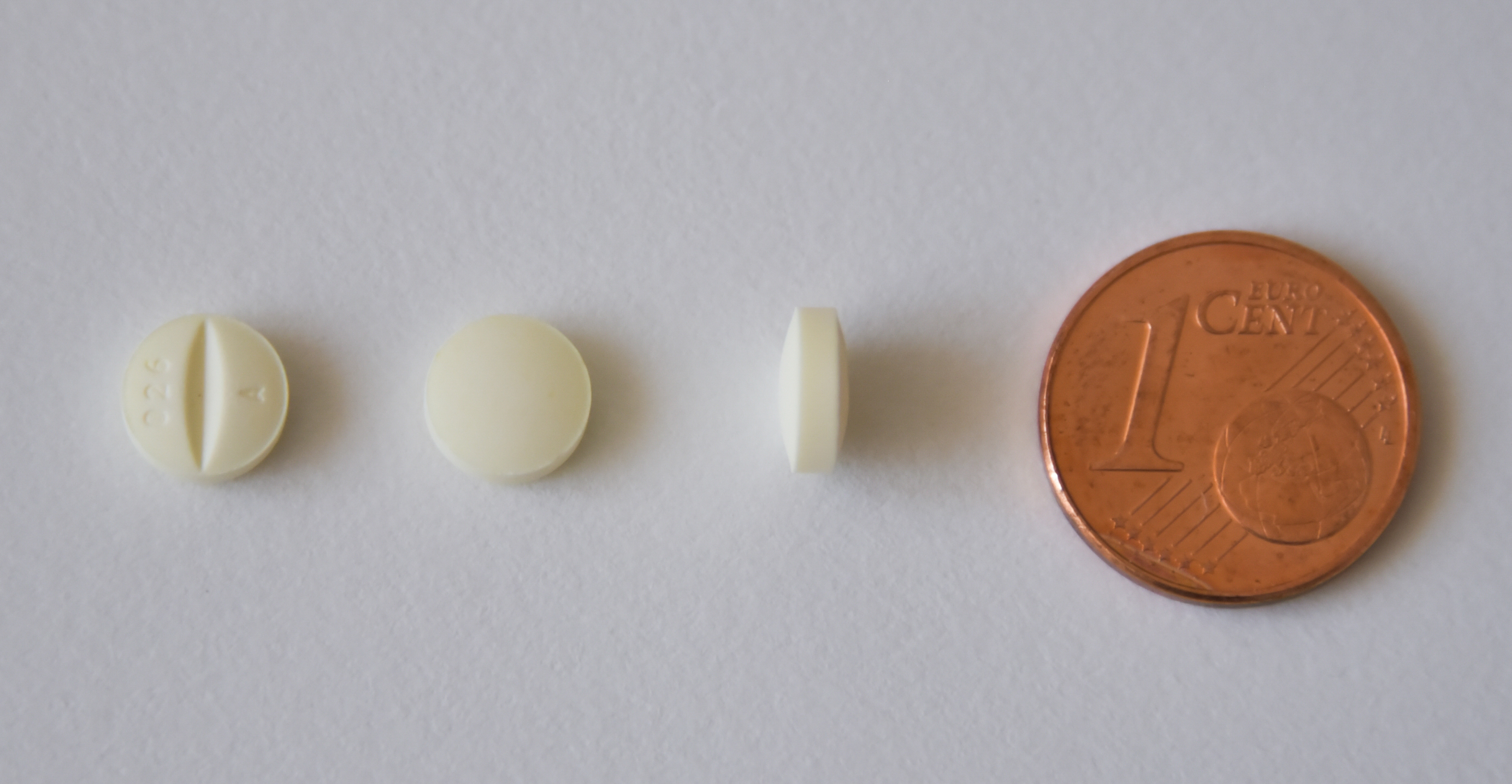
Comprimés de Havlane (loprazolam 1 mg) en France.

Le traitement à base de loprazolam est contre-indiqué en cas d'hypersensibilité aux benzodiazépines ou au loprazolam, d'insuffisance hépatique ou respiratoire sévère, de myasthénie ou de syndrome d'apnée du sommeil. Il est réservé aux adultes de plus de 18 ans.

Le loprazolam doit être utilisé avec précaution en cas de grossesse ou d'allaitement, d'insuffisance hépatique, rénale ou respiratoire. Son utilisation chez les sujets âgés, et chez les sujets souffrant de troubles psychiatriques, ou présentant un risque élevé d'abus médicamenteux, de dépendance ou d'addiction doit s'accompagner de prudence, et d'un suivi, notamment posologique adapté. 

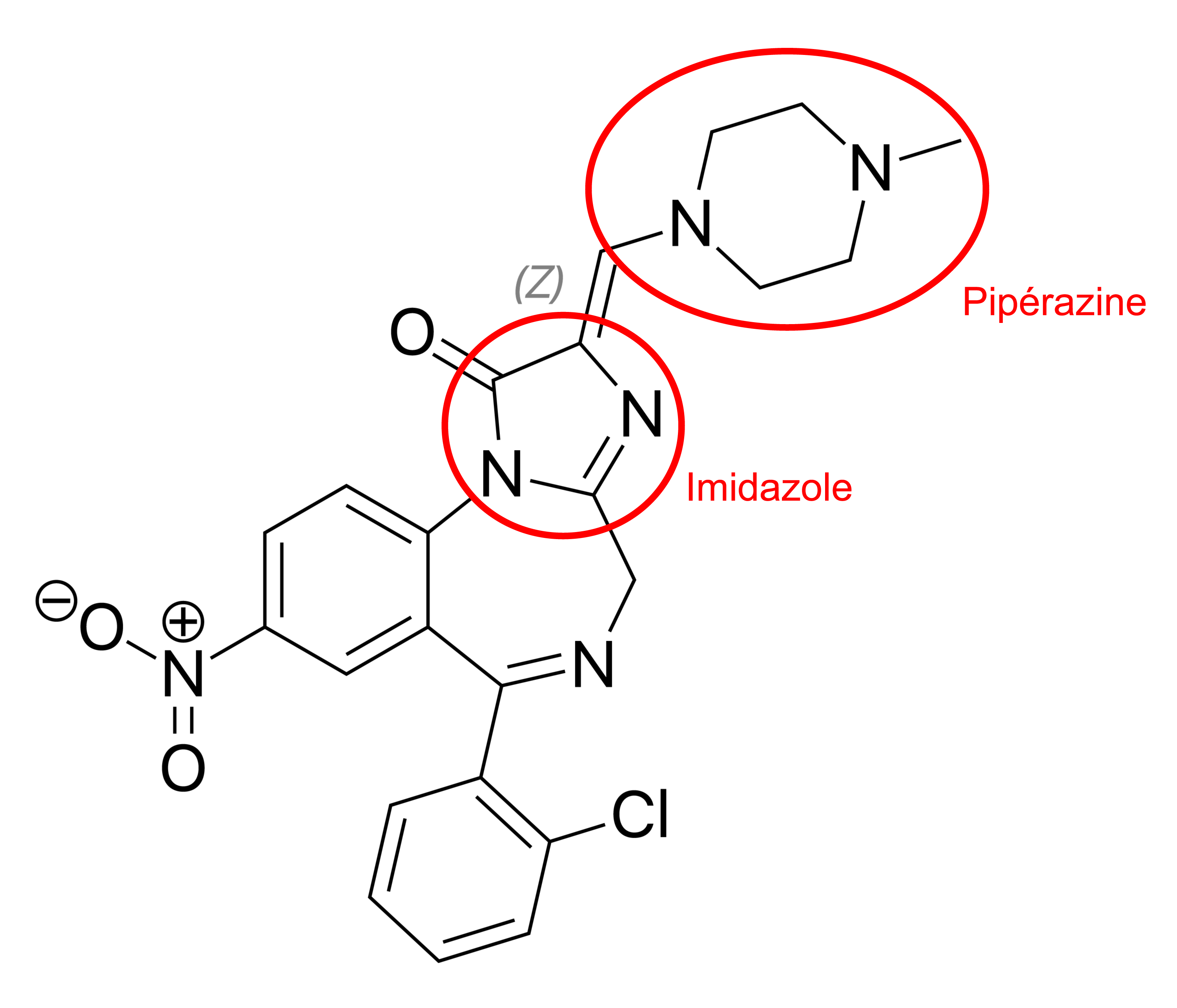
Structure 2D du loprazolam avec la mise en évidence de sa pipérazine et de son imidazole.

## Effets indésirables
Les effets indésirables à déplorer sont les mêmes que pour les autres produits de sa classe, avec notamment une certaine somnolence, ainsi que des pertes de mémoire (affectant surtout la mémoire épisodique et la mémoire sémantique). Les risques de rencontrer ces complications varient de façon notoire en fonction des doses. Ce produit étant particulièrement lent à l'absorption, l'impact potentiel sur la mémoire est quelque peu réduit, notamment chez l'utilisateur novice.

### Dépendance et risque d'addiction
Si le loprazolam est utilisé à long terme et a fortiori en grandes quantités, il peut mener à une tolérance et une dépendance non négligeable. Au dosage d'1 mg auquel il est prescrit et conditionné, il n'entraîne cependant pas de tolérance significative à long terme et il conserve ainsi son potentiel hypnotique durablement.

### Maladiesiatrogènesliées à l'utilisation des benzodiazépines
Une étude récente a mis en exergue le rôle possible de certaines benzodiazépines dans le développement de la maladie d'Alzheimer. Toutefois, leur rôle dans l'apparition de ces symptômes est contredit par des études contradictoires. Davantage de recherche est nécessaire pour s'exprimer avec aplomb sur le rôle de ces médicaments vis-à-vis des cas de démence ou de certains cancers.

## Surdosage
En cas de surdosage, surtout en lors de la prise concomitante d'autres dépresseurs du système nerveux central (alcool, opioïdes,...), on peut observer une dépression centrale allant de la somnolence au coma avec possiblement une ataxie, une hypotonie, une hypotension, et une dépression respiratoire, pouvant engendrer un décès.

## Antidote
En cas de surdosage au loprazolam, il est possible d'administrer un antidote, le flumazénil (Anexate) : il s'agit d'un antagoniste compétitif des sites benzodiazépines disponible sous forme injectable en milieu hospitalier qui peut annuler l'action des benzodiazépines au niveau des récepteurs du GABA. Cependant, la durée d'action du flumazénil est très courte, plus courte que celle de la plupart des benzodiazépines et du loprazolam; Un surdosage peut donc demander l'administration répétée de cet antidote jusqu'à l'élimination des substances incriminées, et donc une surveillance médicale et hospitalière rapprochée.